# Берингер фон Гамбург
Берингер фон Гамбург (на немски: Beringer von Gamburg; * пр. 1139; † ok. 1170 или сл. 1220) е господар на замък Гамбург (част от Вербах) и един от четиримата основатели на манастир Бронбах (във Вертхайм) в Баден-Вюртемберг.

## Произход и управление
Той е споменат с брат му Трагебото фон Гамбург в документ от Вюрцбург от 1139 г.
През 1157 г. Берингер I получава „каструм Гамбург“ от архиепископ Арнолд фон Зеленхофен. Берингер дава на архиепископа затова „вилула Бруненбах“ (при Бронбах), който го дава на цистерцинките.
Синът му Берингер II фон Гамбург (* ок. 1170; † 1219) е в свитата на епископа на Вюрцбург Готфрид фон Шпитценберг в третия кръстоносен поход през Балкана на император Фридрих I Барбароса. След 1190 г. той се въръща в родината си. През май 1194 г. той тръгва с император Хайнрих VI за Италия. Той украсява палата в Гамбург.
Родът измира през края на 13 век, територията отива обратно на манастир Майнц.

## Фамилия
Берингер фон Гамбург се жени за Метхилдис фон Хагенхаузен († сл. 1221), внучка на Герхард I фон Хагенхаузен († сл. 1166 или сл. 1178). Те имат един син:
- Берингер II фон Гамбург (* ок. 1170; † 1219), женен за племенница на по-късния архиепископ на Майнц Зигфрид II фон Епщайн